# Савельев, Георгий Васильевич
Георгий Васильевич Савельев — советский хозяйственный, государственный и политический деятель.

## Биография
Родился в 1904 году в селе Никольское. Член КПСС.
С 1932 года — на хозяйственной, общественной и политической работе. В 1932—1974 гг. — инженер-конструктор, инженер бюро организации труда, начальник смены в прокатном цехе, заместитель начальника блюминга № 2, заместитель начальника крупносортового цеха, начальник стана «500», заместитель начальника, начальник блюминга № 3, начальник обжимно-заготовочного цеха, заместитель главного прокатчика, главный прокатчик, старший инженер ЦЗЛ Магнитогорского металлургического комбината.
За коренное усовершенствование технологии и управления производством на ММК имени И. В. Сталина был в составе коллектива удостоен Сталинской премии в области техники 1951 года.
Умер в Магнитогорске в 1974 году.